# Daewoo K7
Daewoo K7 là loại súng tiểu liên được giới thiệu năm 2003 sử dụng loại đạn 9 mm và nòng là một ống hãm thanh vì thế khi bắn nó gần như luôn im lặng. Nó được biên chế cho các lực lượng đặc nhiệm của Hàn Quốc. Nó được phát triển từ loại súng trường công kích Daewoo K1A của bộ binh. Nên nó có hệ thống nhắm và báng súng giống y như loại K1A. Nó được giới thiệu lần đầu tiên tại IDEX (Hội nghị triển lãm về an ninh quốc tế) ở các tiểu vương quốc Ả Rập thống nhất năm 2003.

## Thiết kế
Với việc Daewoo K7 sử dụng loại đạn 9 mm có thể bay đạt vận tốc âm thanh có rất ít nhu cầu về việc sử dụng hệ thống trích khí trực tiếp của K1A (nếu sử dụng với tốc độ đạn lớn như thế hệ thống trích khí sẽ gây một áp lực cực lớn thổi bay khoang chứa đạn nếu không cẩn thận). Thay vào đó K7 sử dụng hệ thống lên đạn bằng phản lực bắn đơn giản. Hộp đạn thẳng 30 viên có thể được dùng trong khẩu UZI hay hộp đạn 32 viên có thể dùng trong khẩu Beretta Model 12. Với mẫu K1A nguyên thủy băng đạn của nó có một bộ phận để có thể sử dụng các loại đạn nhỏ hơn 9 mm. Nó có hai chế độ là bắn liên tiếp 3 viên một lần bắn và bắn tự động, tuy nhiên việc bắn tự động khiến nó có thể bị hỏng khi chiến đấu như một hệ quả của việc nó có thể bắn với tốc độ 1.150 viên/phút. Các điểm ruồi được thiết kế để phù hợp với tốc độ xoáy của viên đạn thấp và tầm hoạt động ngắn của súng M1A và vì K7 được thiết kế dựa trên M1A nên nó cũng có các đặc điểm y như thế.

## Các khả năng đáng chú ý
Việc thiết kế để giảm tối đa độ giật do áp suất phản lực khí gây nên, tốc độ xoáy của viên đạn thấp nhưng tốc độ rất cao do đạn vượt tốc độ âm thanh do đó giảm việc bị phát hiện khi bắn đáng kể. Với việc nòng súng là ống hãm thanh nên rất khó để xác định đó là tiếng súng khi bắn. Cũng như thiết bị chống chớp sáng khi bắn khiến cho loại súng này rất khó bị phát hiện kể cả vào ban đêm. Tiếng ồn tối đa loại súng K7 này gây ra là khoảng 120 decibel.